# Natasha Ferreira
Natasha Ferreira (1 de junio de 1999) es una deportista brasileña que compite en judo. Ganó dos medallas en el Campeonato Panamericano de Judo, bronce en 2023 y oro en 2025.

## Palmarés internacional
| Campeonato Panamericano | Campeonato Panamericano | Campeonato Panamericano | Campeonato Panamericano |
| Año                     | Lugar                   | Medalla                 | Categoría               |
| ----------------------- | ----------------------- | ----------------------- | ----------------------- |
| 2023                    | Calgary (Canadá)        | Medalla de bronce       | –48 kg                  |
| 2025                    | Santiago (Chile)        | Medalla de oro          | –48 kg                  |